# Arnaques, Crimes et Botanique
Pour plus de détails, voir Fiche technique et Distribution.
Arnaques, Crimes et Botanique ou Arnaques, Combines et Botanique au Québec (Lock, Stock and Two Smoking Barrels) est un film britannique écrit et réalisé par Guy Ritchie et sorti en 1998. C'est son premier long métrage.
Ce film marque les premiers rôles au cinéma de Jason Statham et de Vinnie Jones. Succès commercial au Royaume-Uni, il a été globalement bien accueilli par la critique. Il reçoit huit récompenses dont le MTV Movie Award du meilleur nouveau cinéaste et le British Comedy Award de la meilleure comédie.
Il a été suivi en 2000 d'une série télévisée, Lock, Stock..., qui n'a cependant pas de rapport direct avec le film.

## Synopsis
Eddie, le fils du barman J. D., est un génie des cartes. Avec l'aide de ses amis Soap, Bacon et Tom, il a réuni la somme de 100 000 £ comme droit d'entrée à la table de poker du caïd Harry « la Hache ». Mais celui-ci s'est renseigné sur Eddie et prépare avec son bras droit, Barry « le Baptiste », une tricherie. Ainsi, Eddie perd tout à la suite de la tricherie. Les quatre amis se retrouvent ainsi à devoir 500 000 £ au chef de gang qui leur laisse une semaine pour récolter la somme exigée. Le caïd leur promet en outre de leur couper un doigt par jour de retard ainsi que de récupérer le bistrot du père d'Eddie s'il ne reçoit pas les 500 000 £. Plus tard, un des hommes de Harry, Chris, informe de la situation le père d'Eddie qui ne tarde pas à partager sa colère à son fils.
Pendant ce temps, deux gangsters minables, Gary et Dean, ont été engagés par Harry la Hache via Barry pour cambrioler la maison d'un lord et récupérer ses deux vieux fusils, sans savoir qu'ils valent très cher. Le vol a lieu avec quelques accrocs sans conséquences. Mais à la suite d'un malentendu, Gary et Dean ont vendu les fusils à Nick le Grec, un receleur, et Harry la Hache veut désormais remettre la main dessus. Barry le Baptiste somme Gary et Dean de récupérer les fusils. Malheureusement, quand ils recontactent Nick le Grec, celui-ci a déjà revendu ses fusils et ils lui demandent l'adresse de ses acheteurs, la bande à Eddie, pour aller les récupérer.
Les voisins d'Eddie, des voyous violents avec Dog à leur tête, préparent un nouveau braquage chez quatre jeunes cultivateurs de cannabis (Winston, J, Charles et Willie) non méfiants et négligents, dont l'un des clients, Plank, fait partie de la bande. Mais cela ne se passe pas comme prévu, car les cultivateurs ont exceptionnellement fermé la boutique pour compter l'argent qu'ils doivent à leur mystérieux employeur et ont ainsi renforcé la sécurité habituellement absente. Malgré les nombreuses difficultés qu'ils rencontrent (ils doivent rentrer par effraction, perdent un des leurs et capturent un contractuel qui menaçait le braquage par un problème de stationnement du véhicule), les braqueurs réussissent leur braquage, récupérant beaucoup d'argent et d'herbe. Mais en rentrant chez eux, les braqueurs sont pris en embuscade et leurs braqueurs volent leur butin. Dog charge sa bande de les retrouver, ignorant que ce forfait est réalisé par son propre voisin !
En effet, Eddie, qui a auparavant écouté ses voisins planifier le braquage, a, à défaut d'alternatives, proposé à ses amis de les braquer. Pour cela, Tom achète à Nick le Grec les deux fusils très anciens (vendus par Gary et Dean) pour les aider dans leur tâche et lui demande d'écouler la drogue une fois qu'ils l'auront dérobée au violent trafiquant Rory le Casseur. Ainsi, les quatre amis cagoulés attendent de pied ferme le retour des voisins chez eux pour les braquer et s'enfuir avec leur butin. Une fois leur forfait accompli, Eddie prépare l'argent pour payer Harry et part avec ses amis pour une beuverie au bar pendant toute la nuit. 
Mais à ce moment-là, les évènements s'enchainent  : la bande d'Eddie et Nick ignorent que les cultivateurs de cannabis agressés par la bande de Dog travaillent en fait pour Rory, et celui-ci, pris de colère en apprenant le braquage de sa culture et comprenant qu'on veut lui revendre sa propre marchandise volée, convoque Nick pour obtenir l'adresse d'Eddie et y envoie ses hommes. Nick quitte rapidement Londres peu après. Pendant ce temps, Dog et ses hommes découvrent par hasard le moyen de communication entre son appartement et celui d'Eddie et préparent à leur tour une embuscade pour se venger dans l'appartement. Cependant, c'est la bande à Rory qui prend d'assaut l'appartement et, dans la fusillade qui s'ensuit contre la bande de Dog, tous les protagonistes trouvent la mort sauf Winston et Dog. Ce dernier s'enfuit avec le sac contenant l'argent pour Harry et les deux fusils mais Chris, envoyé pour récupérer le paiement pour Harry, les lui prend par la force. Gary et Dean, témoins de la scène, suivent Chris en voiture, tandis que Dog vole une voiture pour faire de même. Winston s'en va avec l'herbe et le reste de l'argent volé. Eddie et ses amis, de retour après la nuit de beuverie, découvre la scène macabre dans leur appartement et prennent la fuite. 
Mais Eddie ignore que sa dette avec Harry est désormais réglée, car Chris vient juste de donner à Harry l'argent et les fusils avant de repartir. Mais peu de temps après, Gary et Dean, ignorant qu'ils se trouvent chez Harry, font irruption dans son bureau et tous les quatre s'entretuent sauvagement dans la plus grande incompréhension. Ainsi, Eddie et ses amis, convoqués peu avant par Harry pour parler des fusils, arrivent sur ces entrefaites, découvrant un nouveau massacre. Eddie reprend l'argent avant de retourner à la voiture avec Soap et Bacon alors que Tom s'attarde pour les fusils. Mais la voiture d'Eddie est emboutie volontairement par celle de Chris pour tuer Dog qui avait pris son fils en otage pendant son rendez-vous avec son patron. Après avoir tué Dog, Chris reprend l'argent d'Eddie (inconscient avec ses amis) et découvre son employeur mort ainsi que Tom avec les deux fusils. Les armes ne sont plus chargées mais Chris l'ignore, et Tom part avec en le tenant en respect.
Innocentés des meurtres s'étant déroulés chez Eddie grâce au témoignage d'un agent contractuel assommé par Dog et ses hommes lors du braquage des cultivateurs, Eddie, Soap, Bacon et Tom décident de se débarrasser des fusils, ceux-ci étant désormais le seul lien qui les relie aux crimes. Tom se charge d'aller les jeter dans la Tamise mais Big Chris, devenu le nouveau caïd, arrive peu après pour leur rendre le sac qui contenait l'argent. Le sac est vide, mis à part un catalogue d'armes anciennes qui renseigne les trois amis sur la véritable valeur des fusils. Ils appellent aussitôt Tom sur son téléphone portable, qui est en équilibre précaire sur le bord d'un pont et s'apprête à jeter les fusils au moment où son téléphone, qu'il tient entre ses dents pour ne pas le faire tomber dans l'eau, se met à sonner.

## Fiche technique

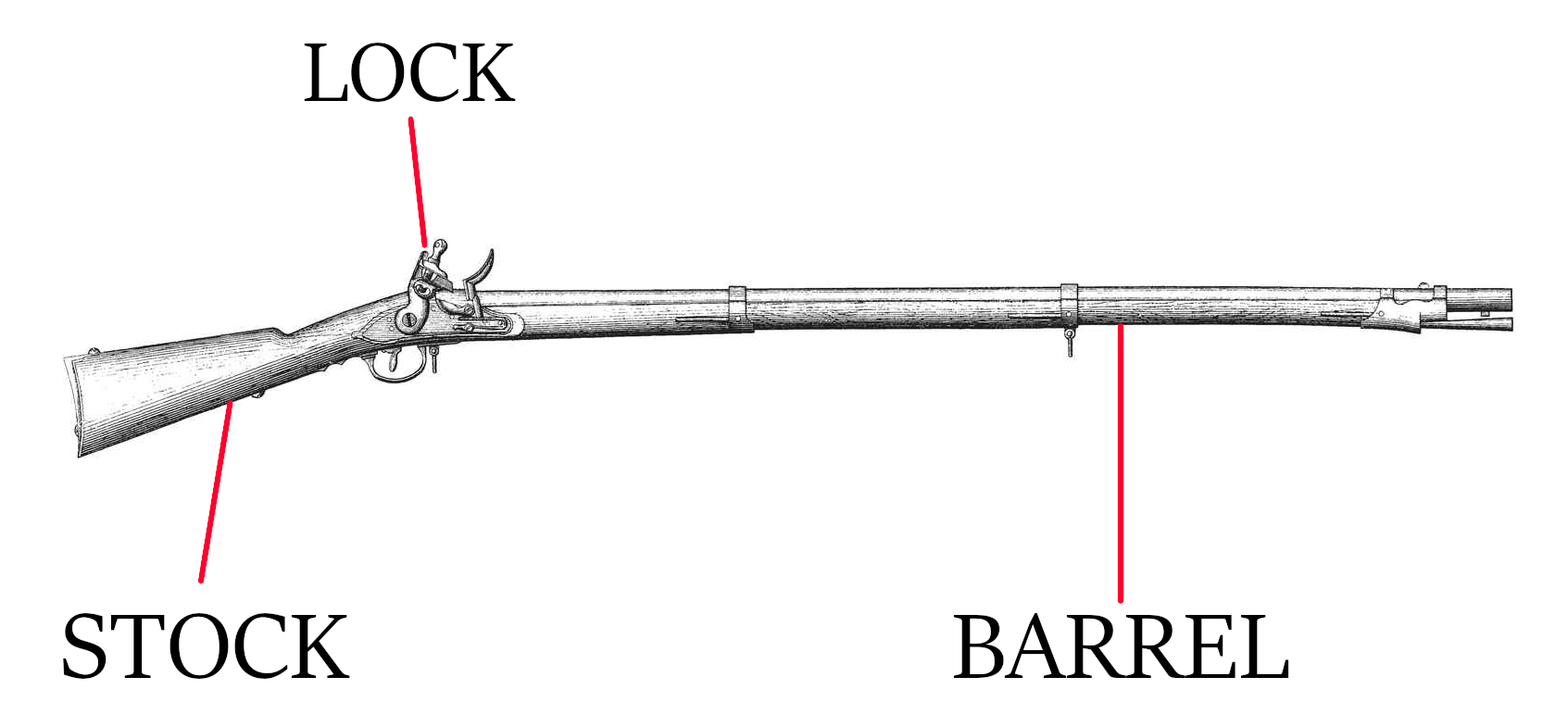
Les parties d'un fusil auxquelles le titre original fait référence.

- Titre français : Arnaques, crimes et botanique
- Titre québécois : Arnaques, combines et botanique
- Titre original : Lock, Stock and Two Smoking Barrels (littéralement « Platine, crosse et deux canons fumants » ; le titre détourne l'expression anglaise « lock, stock, and barrel » qui signifie « tout sans exception »)
- Réalisation et scénario : Guy Ritchie
- Musique : David A. Hughes et John Murphy
- Décors : Iain Andrews et Eve Mavrakis
- Costumes : Stephanie Collie
- Photographie : Tim Maurice-Jones
- Montage : Niven Howie
- Production : Matthew Vaughn ; Georgia Masters (coproduction) ; Sebastian Pearson et Jan Roldanus (associés) ; Stephen Marks, Peter Morton, Angad Paul, Trudie Styler, Steve Tisch (délégués)
- Sociétés de production : Summit Entertainment, Steve Tisch Company, SKA Films, HandMade Films et Polygram Filmed Entertainment
- Distribution : PolyGram Filmed Entertainment (Royaume-Uni), PolyGram Film Distribution (France)
- Budget : 1 350 000 $[1]
- Pays de production :  Royaume-Uni
- Langue originale : anglais
- Format : couleurs - 1,85:1 - 16 mm - Dolby Digital
- Genres : Comédie noire, gangsters
- Durée : 107 minutes, 120 minutes (version director's cut)
- Dates de sortie[2] : 
  - Royaume-Uni : 28 août 1998
  - France, Suisse romande : 28 octobre 1998
  - Belgique : 2 décembre 1998
- Classification :
  - France : tous publics[3]
  - Royaume-Uni : interdit aux moins de 18 ans

## Distribution
- Nick Moran : Eddie
- Jason Statham (VF : Thierry Redler) : Bacon, ami d'Eddie
- Jason Flemyng (VF : Adrien Antoine) : Tom, ami d'Eddie
- Dexter Fletcher : Soap, ami d'Eddie
- P.H. Moriarty : Harry Lonsdale, dit « la Hache » (en VO : Hatchet Harry)
- Lenny McLean (VF : Pascal Renwick) : Barry, dit « le Baptiste » (Barry The Baptist en VO)
- Vinnie Jones (VF : Patrick Raynal) : Big Chris
- Frank Harper (VF : Jacques Frantz) : Dog
- Stephen Marcus (VF : Claude Brosset) : Nick, dit « le Grec » (Nick The Greek en VO)
- Vas Blackwood (VF : Lucien Jean-Baptiste) : Rory, dit « le Casseur » (Rory Breaker en VO)
- Steven Mackintosh (VF : Vincent Ropion) : Winston
- Nicholas Rowe (VF : Éric Aubrahn) : J
- Nick Marcq (VF : Benoît DuPac) : Charles
- Charles Forbes (VF : Alexandre Gillet) : Willie
- Suzy Ratner : Gloria
- Victor McGuire (VF : Jean-Loup Horwitz) : Gary
- Jake Abraham (VF : Michel Mella) : Dean
- Sting : J. D., le père d'Eddie
- Alan Ford : Alan, barman ami de J. D. / le narrateur
- Vera Day : Tanya
- Matthew Vaughn : le yuppie traîné hors de la voiture par Dog (caméo)
- Tim Maurice-Jones : l'homme noyé par Barry le Baptiste (caméo)

## Production
C'est en partie grâce à la productrice Trudie Styler, qui avait adoré le scénario, que le projet se concrétise. Son mari Sting participera également au film.
Ce film marque les débuts au cinéma de Jason Statham ainsi que de l'ancien footballeur Vinnie Jones. Par ailleurs le rôle de Hatchet Harry avait initialement été proposé à Ray Winstone. Laura Bailey a tourné quelques scènes dans le rôle de la petite-amie d'Eddie, finalement coupées au montage final.
Le tournage a lieu principalement à Londres (St John Street, Park Street, Pedley Street, Bethnal Green, Hackney, 3 Mills Studios, ...) et ses environs (Camden Town, Dorney Court dans le Buckinghamshire, ...).

## Bande originale
La musique originale est composée par John Murphy et David A. Hughes. L'album de la bande originale contient par ailleurs les chansons non originales présentes dans le film.
Liste des titres
1. Hundred Mile High City d'Ocean Colour Scene
2. It's a Deal, It's a Steal de Tom, Nick et Ed[7]
3. The Boss de James Brown
4. Truly, Madly, Deeply de Skanga[7]
5. Hortifuckinculturalist - Winston
6. Police and Thieves de Junior Murvin
7. 18 With a Bullet de Lewis Taylor et Carleen Anderson[7]
8. Spooky de Dusty Springfield
9. The Game de John Murphy et David A. Hughes[7]
10. Muppets de Harry, Barry et Gary
11. Man Machine de Robbie Williams[7]
12. Walk This Land de E-Z Rollers
13. Blaspheming Barry de Barry
14. I Wanna Be Your Dog de The Stooges
15. It's Kosher de Tom et Nick
16. Liar Liar de The Castaways[7]
17. I've Been Shot de Plank et Dog
18. Why Did You Do It de Stretch
19. Guns 4 Show, Knives for a Pro de Ed et Soap
20. Oh Girl de Evil Superstars
21. If the Milk Turns Sour de John Murphy et David A. Hughes (avec Rory)[7]
22. Zorba the Greek de John Murphy et David A. Hughes
23. I'll Kill Ya de John Murphy et David A. Hughes (avec Rory)[7]
24. The Payback de James Brown
25. Fool's Gold de The Stone Roses[7]
26. It's Been Emotional de Big Chris
27. Eighteen With a Bullet de Pete Wingfield

## Sortie et accueil

### Accueil critique
Le film a été plutôt bien accueilli par la critique anglo-saxonne, obtenant 76 % de critiques positives, avec un score moyen de 6,8/10 et sur la base de 59 critiques collectées, sur le site internet Rotten Tomatoes, ainsi qu'un score de 66/100, sur la base de 30 critiques, sur le site Metacritic. Il figure à la 142e place du Top 250 des meilleurs films du site Internet Movie Database.
Kim Newman écrit dans la revue Empire, que cette « comédie noire de bon goût » est « le plus original et le plus réussi des films britanniques de gangsters récents dans le style de Tarantino ». John Ferguson, de Radio Times, estime que « ce premier long métrage joyeusement amoral de Guy Ritchie a une exubérance de la jeunesse vraiment contagieuse » et bénéficie d'une « magnifique distribution ». Roger Ebert, du Chicago Sun-Times, donne au film la note de 3/4, évoquant un film stylisé, amusant et exubérant même s'il doit beaucoup à Quentin Tarantino. Pour Time Out, « Guy Ritchie sait comment manier une caméra et choisir ses acteurs », même si Vinnie Jones semble être un acteur limité, et la musique est un point fort du film mais, même si le film est très drôle et plein de rebondissements, il n'est pas très profond.
La critique française est plutôt défavorable, obtenant une note de 1,6/5 sur le site Allociné à partir de l'interprétation de 5 critiques de presse. Matthieu Orléans, dans Cahiers du Cinéma, évoque une mise en scène sans style et sans risque. Samuel Blumenfeld écrit dans Le Monde que « Guy Ritchie fait très mal la différence entre l'inspiration et la copie ». Télérama juge que « le polar parodique, conçu à l'origine comme une alternative piquante au polar classique, confine ici au film de série ».
Le film fait partie de l'ouvrage 1 001 films à voir avant de mourir.

### Box-office
Le film a réalisé 3 845 668 entrées en Europe, dont 2 903 649 au Royaume-Uni, et 767 238 aux États-Unis. Il a réalisé 111 337 entrées en France et a rapporté 29 938 559 $ au box-office mondial pour un budget d'à peine plus d'un million.

## Distinctions
Sauf mention contraire, cette liste provient d'informations de l'Internet Movie Database.

### Récompenses
- Festival international du film de Tokyo 1998 : Prix du meilleur réalisateur
- British Comedy Awards 1998 : meilleure comédie
- BAFTA Awards 1999 : Prix du public
- Empire Awards 1999 : meilleur film britannique et meilleur espoir pour Vinnie Jones
- MTV Movie Awards 1999 : meilleur nouveau cinéaste pour Guy Ritchie
- London Critics Circle Film Awards 1999 : meilleur film britannique et meilleur scénariste
- Prix Edgar-Allan-Poe 2000 : meilleur film
- Csapnivaló Awards 2000 : meilleure comédie

### Nominations
- British Independent Film Awards 1998 : meilleur film, meilleur réalisateur et meilleur scénario original
- BAFTA Awards 1999 : meilleur film britannique, meilleur montage et meilleur nouveau scénariste, réalisateur ou producteur britannique (pour Matthew Vaughn)
- Sierra Awards 2000 : meilleur montage

### Sélections
Le film est présenté en août 1998 au festival international du film d'Édimbourg, en novembre 1998 au festival international du film de Tōkyō et au festival du film de Turin, en juillet 1999 au Festival international du film de Karlovy Vary, en septembre 1999 au festival d'Athènes et à la Semaine du film britannique à Hong Kong.

## Versiondirector's cut
En 2006, Focus Features édite une version rallongée director's cut intitulée Locked n' Loaded Director's Cut. Cette version creuse davantage la personnalité et le passé de certains personnes. Elle contient près de 12 minutes supplémentaires pour une durée totale de 120 minutes.

## Adaptation télévisée
Guy Ritchie adapte son film en série. Constituée d'une saison de 7 épisodes, elle est diffusée entre le 29 mai et le 11 juillet 2000 sur Channel 4. Elle met en scène un groupe de quatre amis (Bacon, Moon, Jamie et Lee) gérant The Lock, un pub londonien.

## Commentaires
- Le film est dédié à la mémoire de Lenny McLean, qui incarne ici Barry The Baptist, décédé un mois avant la sortie du film[4].
- Les commentaires du match de football diffusé au pub mentionnent le réalisateur-scénariste Guy Ritchie ainsi que le producteur Matthew Vaughn comme joueurs[4].